# Proacidalia manis
Proacidalia manis är en fjärilsart som beskrevs av Hans Fruhstorfer. Proacidalia manis ingår i släktet Proacidalia och familjen praktfjärilar. Inga underarter finns listade i Catalogue of Life.